# 寺田寅彥

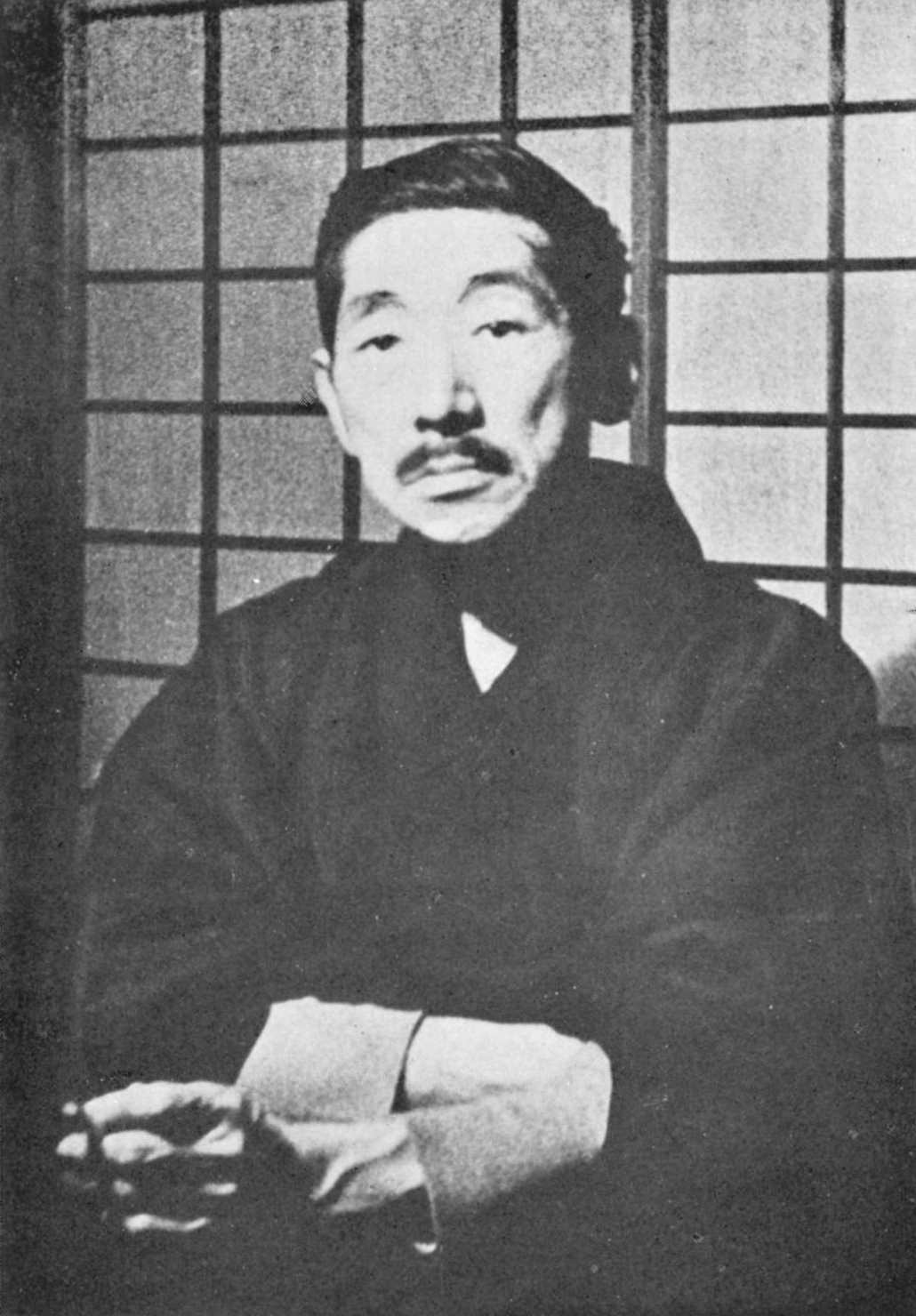
寺田寅彥

寺田寅彥（日语：／ Terada Torahiko，1878年11月28日—1935年12月31日）是一名日本物理學家和散文家。

## 生平
高知县人 (生于东京)。东京帝国大学教授。他调查了1923年关东大地震。他提出了“天灾总是在被遗忘的时候来到”的名言。

## 外部連結
- . kotobank （日语）.